# غو مين شي
غو مين شي (بالكورية: 고민시) (من مواليد 15 فبراير 1995)، هي ممثلة وعارضة أزياء ومخرجة كورية جنوبية، من وكالة ميستيك ستوري إنترتاينمنت، اشتهرت بأدوارها في مسلسلات مثل منزل جميل و شباب مايو.

## الأعمال

### أفلام
| السنة | العنوان                   | الدور          | م.    |
| ----- | ------------------------- | -------------- | ----- |
| 2016  | رواية موازية              | امرأة          | [ 1 ] |
| 2018  | الجبن في الفخ             | الطالبة الصغرى | [ 2 ] |
| 2018  | الساحرة: الجزء 1. التخريب | دو ميونغ هي    | [ 3 ] |
| 2019  | المعركة: الزئير للنصر     | هوا-جا         | [ 4 ] |
| 2022  | قرار الرحيل               | غو أوك-بن      | [ 5 ] |

### مسلسلات
| السنة     | العنوان                           | الدور        | م.     |
| --------- | --------------------------------- | ------------ | ------ |
| 2017      | معشوقتي                           | سيون كيونغ   | [ 6 ]  |
| 2017      | عصر الشباب                        | أوه ها نا    | [ 7 ]  |
| 2017      | ميلوهوليك                         | جو يو جين    | [ 8 ]  |
| 2018      | مرحبا بكم في وايكيكي              | لي مين آه    | [ 9 ]  |
| 2018      | بث مباشر                          | أوه سونغ أنا | [ 10 ] |
| 2018      | الدراما الخاصة : الموسم المنسي    | تشوي جي يونغ | [ 11 ] |
| 2018      | تركت الابتسامة عينيك              | ايم يو ري    | [ 12 ] |
| 2019      | المتجر السري                      | لي هيون جي   | [ 13 ] |
| 2019–2021 | إنذار الحب                        | بارك جول مي  | [ 14 ] |
| 2020      | الدراما الخاصة : سبب عدم الاعتراف | سيو يون تشان | [ 15 ] |
| 2020–2024 | منزل جميل                         | لي اون يو    | [ 16 ] |
| 2021      | شباب مايو                         | كيم ميونغ هي | [ 17 ] |
| 2021      | جيريسان                           | لي دا وون    | [ 18 ] |
| 2024      | كصمت الغابة                       | يو سيونغ أ   | [ 19 ] |
| 2025      | نكهة الحب                         | مو يون جو    | [ 20 ] |

## جوائز والترشيحات
| العام | حفل توزيع الجوائز         | الفئة              | العمل                                | نتيجة | المرجع. |
| ----- | ------------------------- | ------------------ | ------------------------------------ | ----- | ------- |
| 2018  | جوائز الجرس الكبير        | أفضل ممثلة مساعدة  | الساحرة: الجزء 1. التخريب            | رُشِّح   | [ 21 ]  |
| 2018  | جوائز أفضل نجم كوريا      | جائزة النجم الشعبي | الساحرة: الجزء 1. التخريب            | فوز   | [ 22 ]  |
| 2020  | جوائز كي بي إس الدرامية   | أفضل ممثلة في فيلم | دراما خاصة - سبب عدم استطاعتي إخبارك | رُشِّح   |         |
| 2019  | جوائز اس بي اس دراما      | أفضل ممثلة جديدة   | المتجر السري                         | فوز   | [ 23 ]  |
| 2016  | مهرجان ثلاث دقائق للأفلام | الجائزة الكبرى     | رواية موازية                         | فوز   | [ 24 ]  |

## روابط خارجية
غو مين شي على موقع IMDb (الإنجليزية)
- غو مين شي على موقع ألو سيني (الفرنسية)
- غو مين شي على موقع أول موفي (الإنجليزية)
- غو مين شي على موقع قاعدة بيانات الفيلم (الإنجليزية)
- غو مين شي على موقع ليتربوكسد (الإنجليزية)